# Traunreut

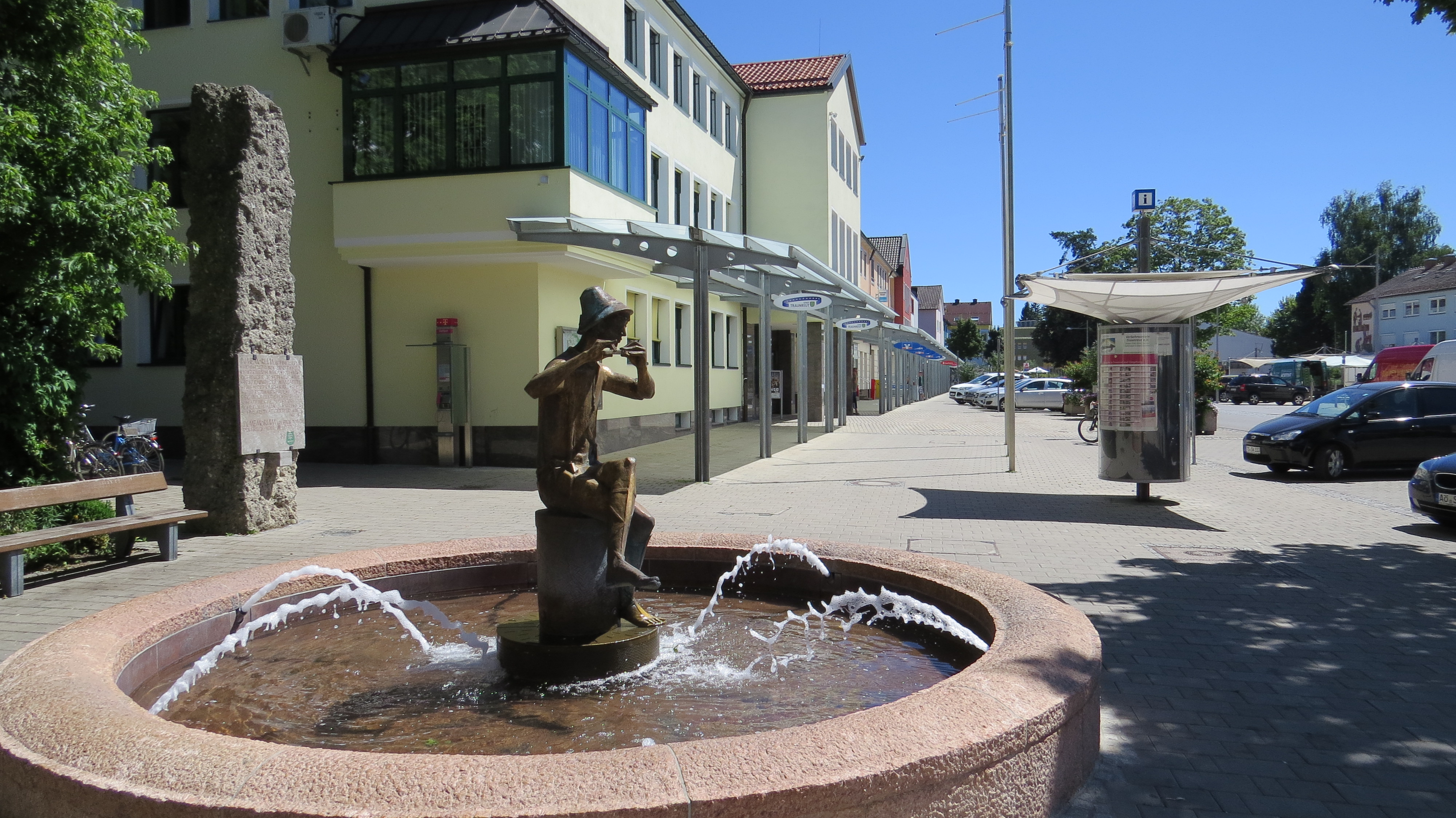
Rathausbrunnen in Traunreut

Die Stadt Traunreut liegt im oberbayerischen Landkreis Traunstein etwa zehn Kilometer östlich des Chiemsees und 15 km nördlich der Chiemgauer Alpen. Sie ist die zweitgrößte Stadt im Landkreis Traunstein und zugleich eine Europastadt.
Die Stadt Traunreut ist eine von fünf bayerischen Vertriebenenstädten und entstand erst nach dem Zweiten Weltkrieg. Der Name bedeutet Rodung an der Traun.

## Gemeindegliederung
Die Stadtgemeinde hat 63 Gemeindeteile:
- Anning
- Arleting
- Attenmoos
- Au
- Biebing
- Buchberg
- Burgberg
- Daxberg
- Fasanenjäger
- Frauenhurt
- Frühling
- Gigling
- Grasreit
- Haßmoning
- Heiming
- Hinterwies
- Höberich
- Hochreit
- Höhe
- Höhenberg
- Hohenester
- Hölzl
- Holzreit
- Hörpolding
- Hörzing
- Hurt
- Hurtöst
- Irsing
- Kirchstätt
- Mais
- Matzing
- Narnberg
- Neudorf
- Neugaden
- Niedling
- Nunhausen
- Oberhaus
- Oberwalchen
- Oderberg
- Parzing
- Pertenstein
- Pierling
- Plattenberg
- Poschmühle
- Reit
- Roitham
- Sankt Georgen
- Schlichtersberg
- Schmieding
- Schneckenberg
- Sieglreit
- Stein an der Traun
- Steineck
- Traunreut
- Traunwalchen
- Walchenberg
- Walding
- Weiher
- Weisbrunn
- Weisham
- Wiesen
- Zieglstadl
- Zweckham

## Geschichte

### 20. und 21. Jahrhundert
Traunreut entstand aus einer Munitionsanstalt (Muna). Im Jahre 1938 errichtete die Wehrmacht im St.-Georgs-Forst die Heeres-Munitionsanstalt St. Georgen. Besitzteile der Stadt Traunstein sowie der Gemeinden Stein, Traunwalchen, Pierling und Palling waren Teil eines streng abgeschlossenen Bereichs von 242 ha. In mehr als 150 Holzbaracken, Steinhäusern und Bunkern wurden Giftgasgranaten gefüllt und in den Bunkern gelagert. 1941 verließ die erste Gasmunition die Fertigungshallen. In der Muna waren 2000 Personen beschäftigt. Am 3. Mai 1945 wurde die Fabrik kampflos durch die US-Armee eingenommen.
Nach 1945 siedelten sich viele Heimatvertriebene auf dem Gebiet der Industriesiedlung St. Georgen („Muna“) an. 1949 gründeten Siemens und Heidenhain Betriebe in den Gebäuden der ehemaligen Munitionsanlage, die die notwendigen Arbeitsplätze schufen. 1947 gab es bei Entschärfungsarbeiten elf Tote. 1948 begannen die Entgiftungsarbeiten durch die STEG (Staatliche Erfassungsgesellschaft für öffentliches Gut), die Amerikaner verließen die Muna.
Am 25. Juni 1949 war Grundsteinlegung der Industriesiedlung St. Georgen. Am 1. Oktober 1950 wurde durch Betreiben von Lorenz Brandl in München/Regierung von Oberbayern die neue Gemeinde mit dem Namen Traunreut aus Gebietsteilen der Gemeinden Palling, Pierling, Stein an der Traun und Traunwalchen neu gebildet. Andere Namensvorschläge waren unter anderem Georgenstadt, Neu-Stein und Neuwaldtraud. Traunreut hatte damals 1381 Einwohner. Lorenz Brandl war nach der Gründung im Jahre 1950 ein Jahr lang kommissarischer Bürgermeister, bis Karl Löppen 1951 erster offiziell gewählter Bürgermeister wurde.
Im Jahre 1954 wurden die katholische Erlöserkirche und die evangelische Pauluskirche fertiggestellt. 1958 wurde Franz Haberlander Bürgermeister und blieb es bis 1984. 1960 wurde Traunreut zur Stadt erhoben. Am 29. September 1963 erfolgte die vorerst letzte Personenfahrt auf der Eisenbahnstrecke Traunreut–Hörpolding. 1966 wurde die zehntausendste Bürgerin geboren.
Im Jahr 1984 wurde Eduard Wiesmann Erster Bürgermeister und blieb es bis 2002. 2002 wurde Franz Parzinger Erster Bürgermeister und blieb es bis 2014. 2004 war die Industrie- und Einkaufsstadt Traunreut mit mehr als 22.000 Einwohnern die größte Stadt im Landkreis. 2006 wurde die Bahnstrecke Traunstein–Traunreut wieder in Betrieb genommen. 2014 bis 2020 war Klaus Ritter Erster Bürgermeister. Im Mai 2020 wurde er von Hans-Peter Dangschat abgelöst, der sich bei der Stichwahl am 29. März 2020 gegen Ritter durchsetzen konnte.

### Eingemeindungen
Im Zuge der Gebietsreform in Bayern am 1. Januar 1978 wurden Gebietsteile der aufgelösten Gemeinde Pierling eingegliedert. Am 1. Mai 1978 wurden die Gemeinden Stein an der Traun und Traunwalchen aufgelöst und nach Traunreut eingemeindet.

## Bevölkerung

### Einwohnerentwicklung

Einwohnerentwicklung von Traunreut von 1950 bis 2016

Die Einwohnerzahl steigt seit langem (außer 2003–2011) kontinuierlich an.
| Jahr  | Einwohner |
| ----- | --------- |
| 1950* | 5.263     |
| 1961* | 10.438    |
| 1970* | 16.678    |
| 1987* | 19.278    |
| 1988  | 20.081    |
| 1991  | 21.302    |
| 1995  | 21.182    |

| Jahr | Einwohner |
| ---- | --------- |
| 2000 | 21.403    |
| 2002 | 22.171    |
| 2003 | 22.112    |
| 2004 | 22.048    |
| 2005 | 21.224    |
| 2007 | 21.062    |
| 2008 | 20.922    |
| 2009 | 20.821    |

| Jahr | Einwohner |
| ---- | --------- |
| 2010 | 20.658    |
| 2011 | 20.010    |
| 2012 | 20.172    |
| 2013 | 20.300    |
| 2014 | 20.537    |
| 2015 | 20.799    |
| 2016 | 20.899    |
| 2017 | 20.934    |
| 2018 | 20.977    |
| 2019 | 20.931    |

* Volkszählung

### Altersstruktur
Die Altersstruktur hat sich in den letzten Jahrzehnten deutlich gewandelt, wie der Vergleich der Zahlen von 1970 und 2008 zeigt.
| Alter              | 27. Mai 1970 | 27. Mai 1970 | 27. Mai 1970   | 27. Mai 1970 | 31. Dezember 2008 | 31. Dezember 2008 | 31. Dezember 2008 | 31. Dezember 2008 |
| Alter              | Gesamt       | in %*        | davon weiblich | in %*        | Gesamt            | in %*             | davon weiblich    | in %*             |
| ------------------ | ------------ | ------------ | -------------- | ------------ | ----------------- | ----------------- | ----------------- | ----------------- |
| unter 6 Jahre      | 1698         | 10,1         | 831            | 9,6          | 996               | 4,8               | 507               | 4,7               |
| 6 bis 15 Jahre     | 2614         | 15,7         | 1231           | 14,2         | 1696              | 8,1               | 824               | 7,6               |
| 15 bis 18 Jahre    | 769          | 4,6          | 339            | 3,9          | 721               | 3,4               | 354               | 3,3               |
| 18 bis 25 Jahre    | 1643         | 9,9          | 900            | 10,4         | 1641              | 7,8               | 787               | 7,3               |
| 25 bis 30 Jahre    | 1315         | 7,9          | 685            | 7,7          | 1146              | 5,5               | 576               | 5,3               |
| 30 bis 40 Jahre    | 2699         | 16,2         | 1340           | 15,4         | 2528              | 12,1              | 1211              | 11,2              |
| 40 bis 50 Jahre    | 2173         | 13,0         | 1175           | 13,5         | 3317              | 15,9              | 1617              | 15,0              |
| 50 bis 65 Jahre    | 2131         | 12,8         | 1195           | 13,8         | 4176              | 20,0              | 2168              | 20,1              |
| 65 Jahre und älter | 1636         | 9,8          | 1006           | 11,6         | 4701              | 22,5              | 2758              | 25,5              |

* der Gesamtbevölkerung bzw. der weiblichen Bevölkerung

## Politik

### Bürgermeister
Hans-Peter Dangschat ist seit 1. Mai 2020 Erster Bürgermeister (CSU). Dieser gewann in der Stichwahl vom 29. März 2020 gegen Amtsinhaber Klaus Ritter (Freie Wähler) mit 64,64 % der gültigen Stimmen. Ritter hatte bei den Kommunalwahlen in Bayern 2014 gegen den bisherigen Amtsinhaber Franz Parzinger (CSU) die Stimmenmehrheit errungen.

### Stadtrat

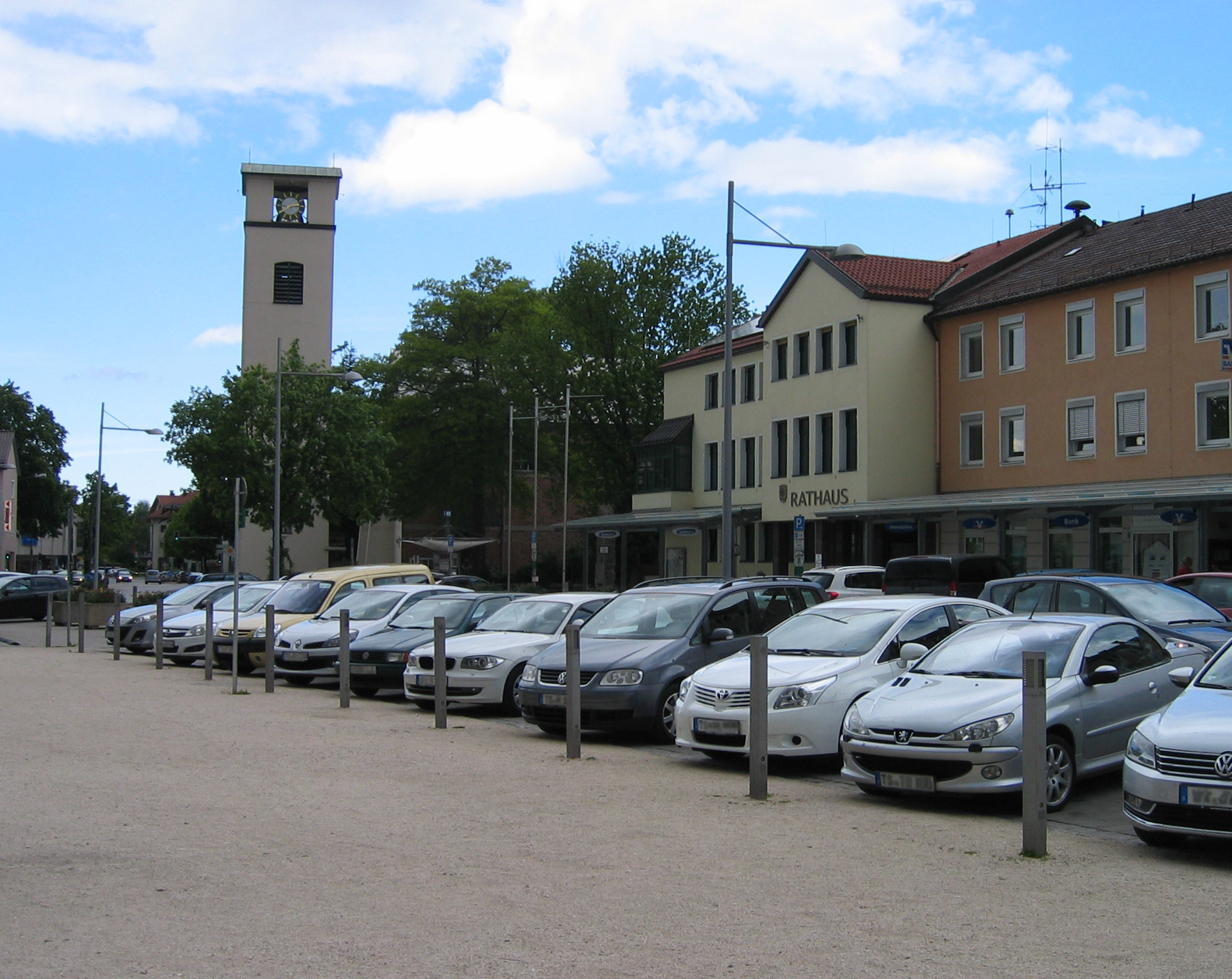
Rathausplatz

Der Traunreuter Stadtrat hat 30 Sitze, die 2014–2020 beziehungsweise 2020–2026 auf folgende Parteien und Wählergruppen verteilen:
| Partei/Liste | CSU     | SPD     | FW      | Bürgerliste | Grüne   | L!Z    | Bayernpartei | AfD    | Gesamt |
| ------------ | ------- | ------- | ------- | ----------- | ------- | ------ | ------------ | ------ | ------ |
| Sitze 2014   | 11      | 5       | 6       | 5           | 3       | –      | –            | –      | 30     |
| Anteil 2014  | 37,23 % | 16,31 % | 21,1 %  | 16,25 %     | 9,11 %  | –      | –            | –      | 100 %  |
|              |         |         |         |             |         |        |              |        |        |
| Sitze 2020   | 10      | 2       | 5       | 3           | 4       | 2      | 2            | 2      | 30     |
| Anteil 2020  | 33,57 % | 7,94 %  | 16,68 % | 9,93 %      | 11,73 % | 7,88 % | 6,73 %       | 5,53 % | 100 %  |

### Wappen und Flagge

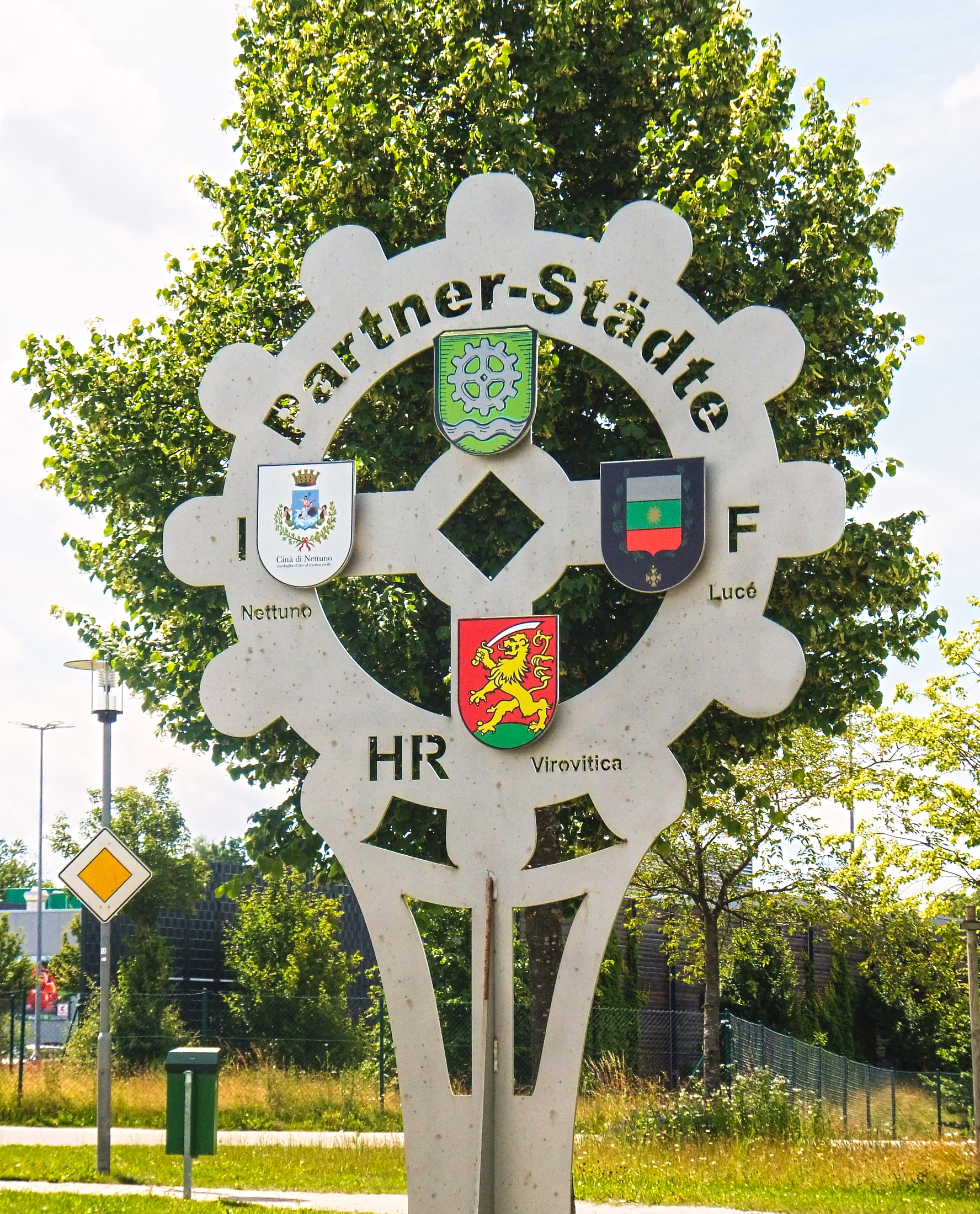
Freundschaftsbaum am Ortseingang

| Wappen von Traunreut | Blasonierung: „In Grün ein silbernes Zahnrad über einem silbernen Wellenbalken.“ |
| Wappen von Traunreut | Wappenbegründung: Das Zahnrad symbolisiert die industrielle Wirtschaftsstruktur des Ortes und nimmt Bezug auf die Entstehungsgeschichte der Stadt als Industriesiedlung auf dem Gelände einer ehemaligen Heeresmunitionsanstalt. Der Wellenbalken nimmt als redendes Element den Namen der Gemeinde auf und verweist auf die Lage am Ufer der Traun. Das Wappen wird nach Beschluss des Gemeinderats und der Zustimmung des Bayerischen Staatsministeriums des Innern seit dem 3. Oktober 1955 geführt. Zuvor hatte die Gemeinde am 14. Juli 1953 eine Flagge in den Farben Weiß und Grün angenommen. |

### Städtepartnerschaften
- Nettuno, Italien, seit 1974
- Lucé, Frankreich, seit 1989
- Virovitica, Kroatien, seit 1999

## Religion
Katholische Pfarrgemeinden existieren in Traunwalchen, St. Georgen und Traunreut, eine evangelisch-lutherische Kirchengemeinde, eine rumänisch-orthodoxe Kirchengemeinde sowie zwei unabhängige evangelische Freikirchen in Traunreut.

### Konfessionsstatistik
Derzeit (1. März 2022) sind von der Bevölkerung Traunreuts 15 Prozent evangelisch, 46 Prozent katholisch und 39 Prozent haben keine Konfession oder gehören sonstigen Glaubensrichtungen an.

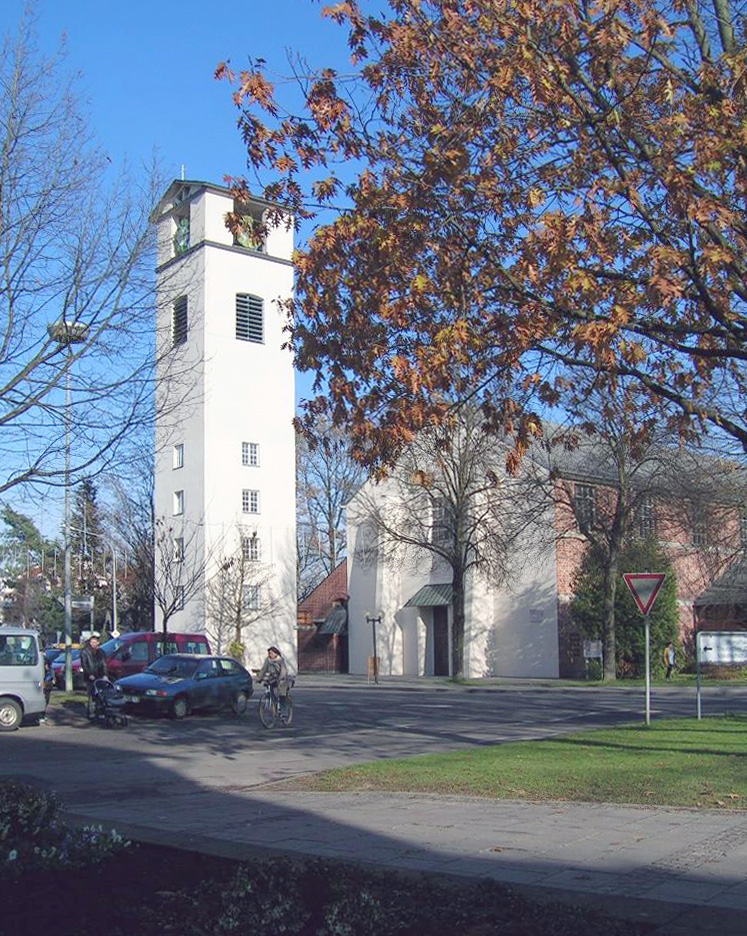
Katholische Pfarrkirche am Rathausplatz
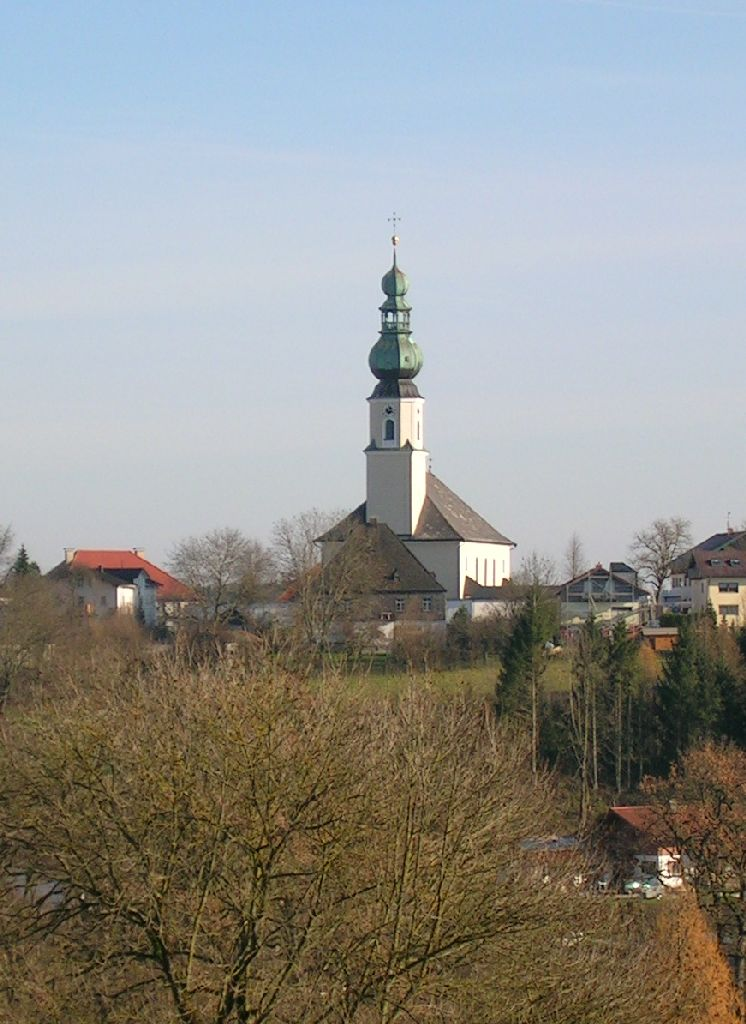
Katholische Pfarrkirche Traunwalchen
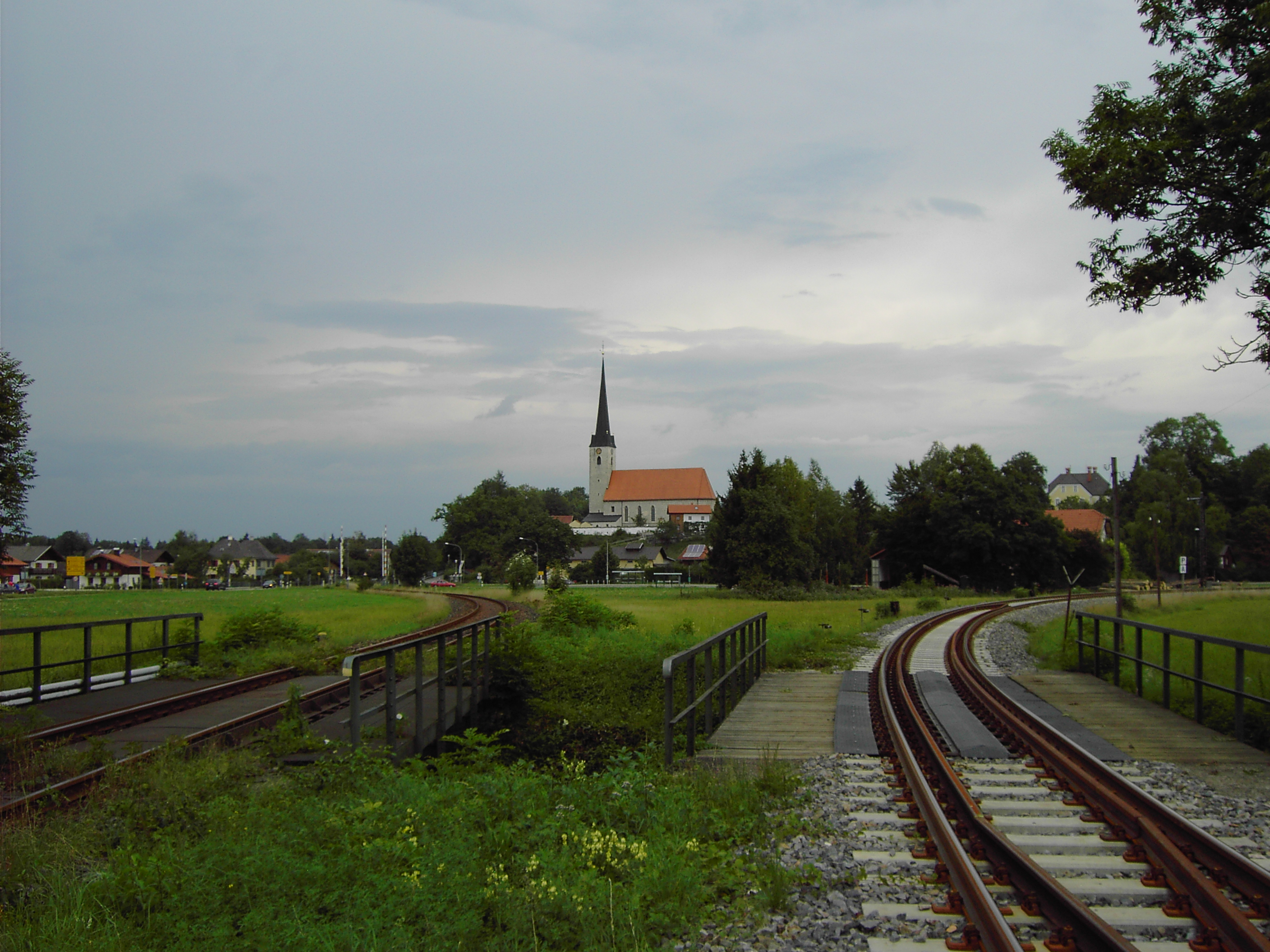
Katholische Pfarrkirche St. Georgen
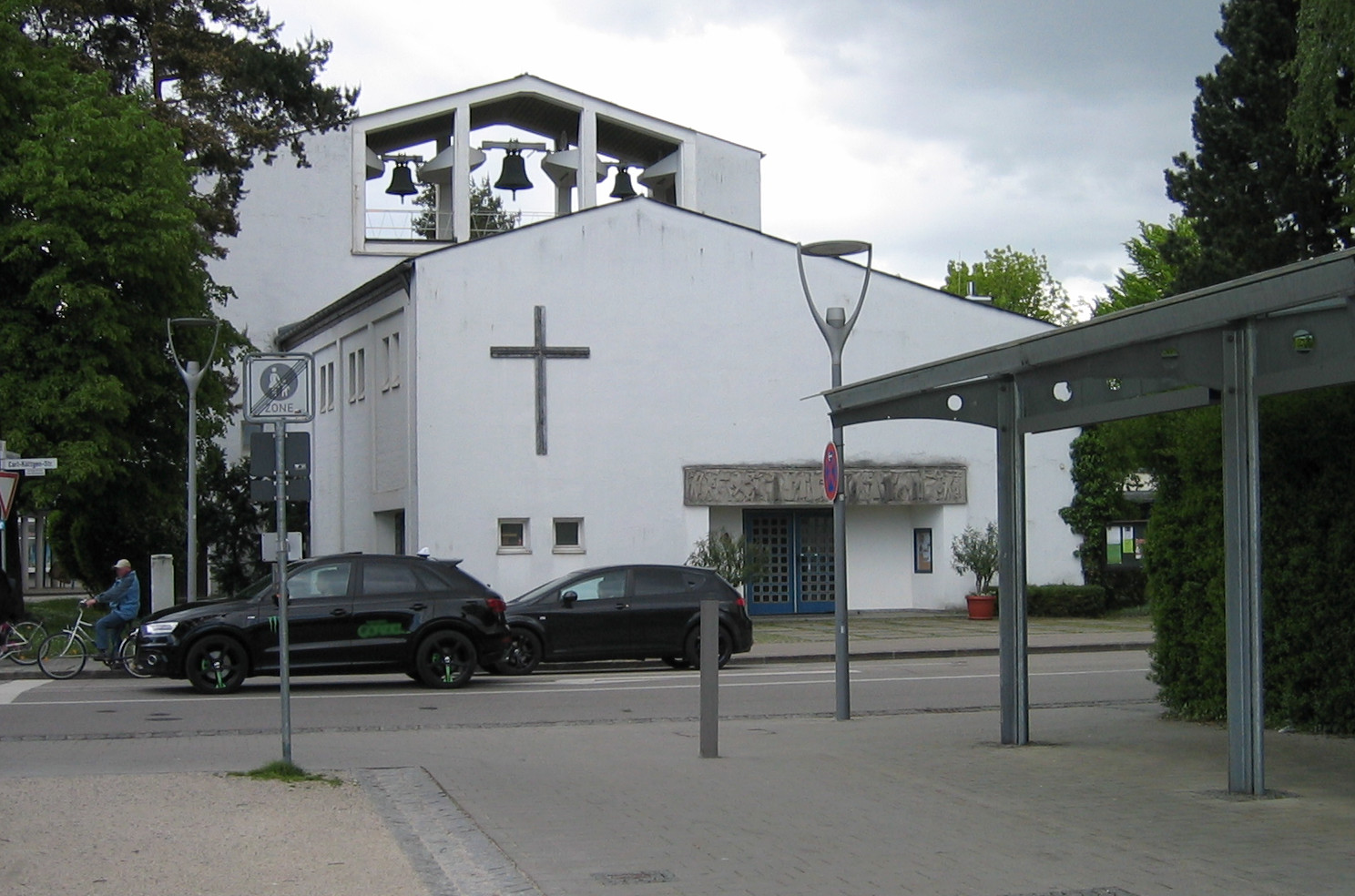
Evangelische Pauluskirche
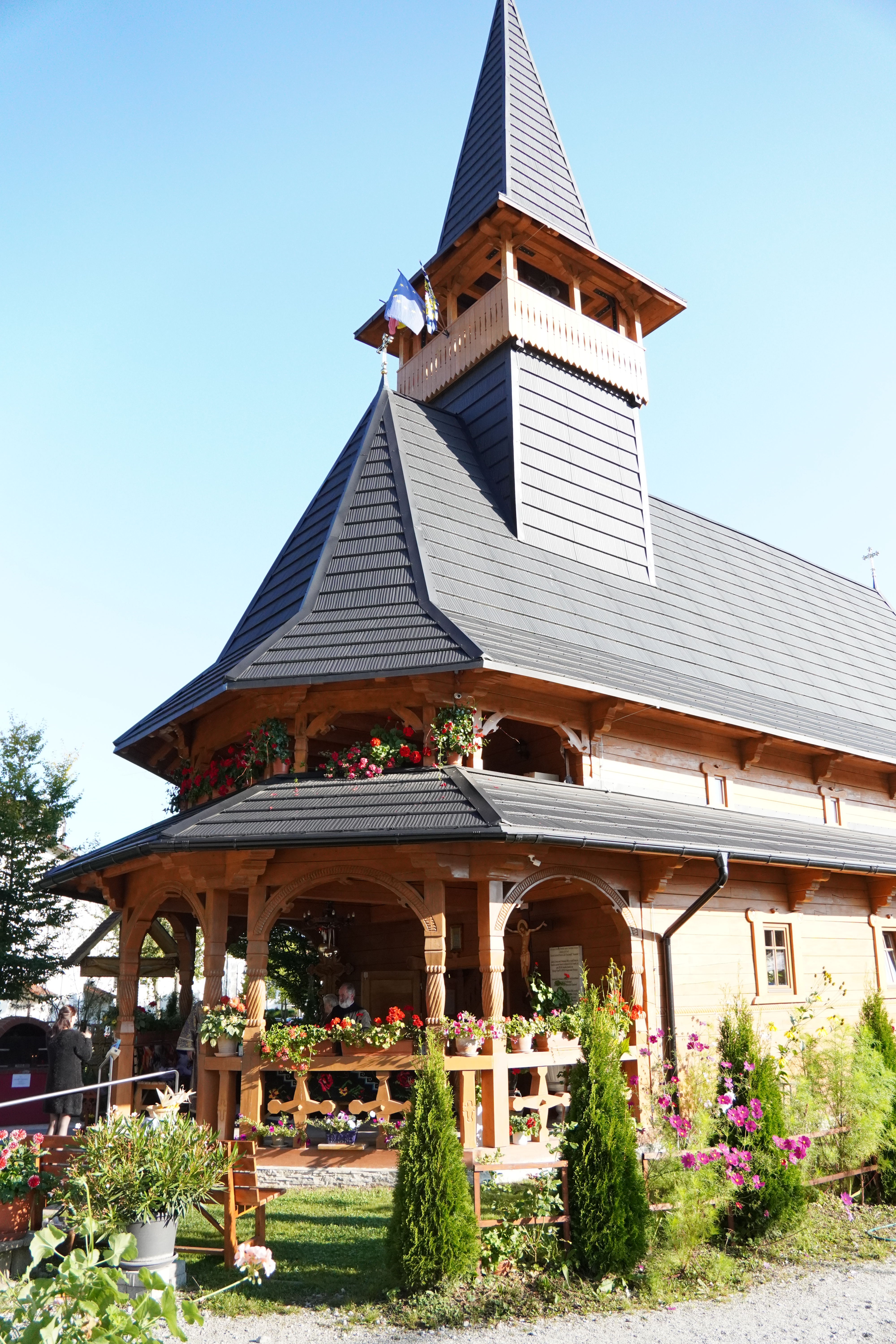
Rumänisch-orthodoxe Kirche, Siebenbürgener Straße
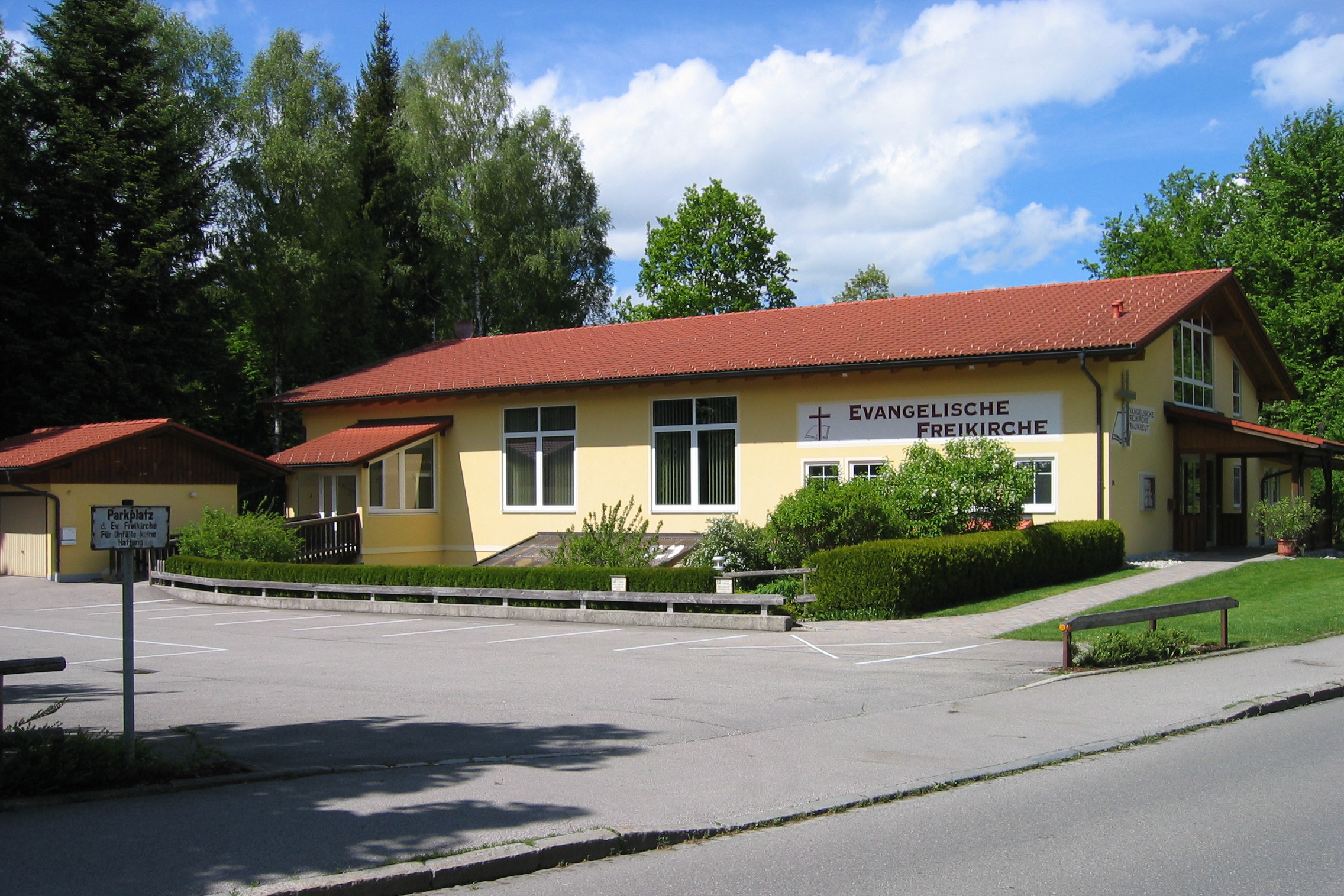
Evangelische Freikirche, Münchner Straße

## Kultur und Sehenswürdigkeiten

### Bauwerke
- Schloss Stein in Stein an der Traun (größte Höhlenburg Deutschlands)
- Schloss Pertenstein
- Pfarrkirche Traunwalchen
- Pfarrkirche St. Georg in St. Georgen
- Rumänisch-orthodoxe Kirche „Zur Ehre der Heiligen Drei Hierarchen“

### Heimat-Vertriebene

#### Heimathaus Traunreut
Der Verein Heimathaus Traunreut e. V. pflegt im Heimathaus die Volks- und Heimatkunde und dokumentiert insbesondere die Geschichte Traunreuts.

#### Heimatkreuz mit Gedenkstätte

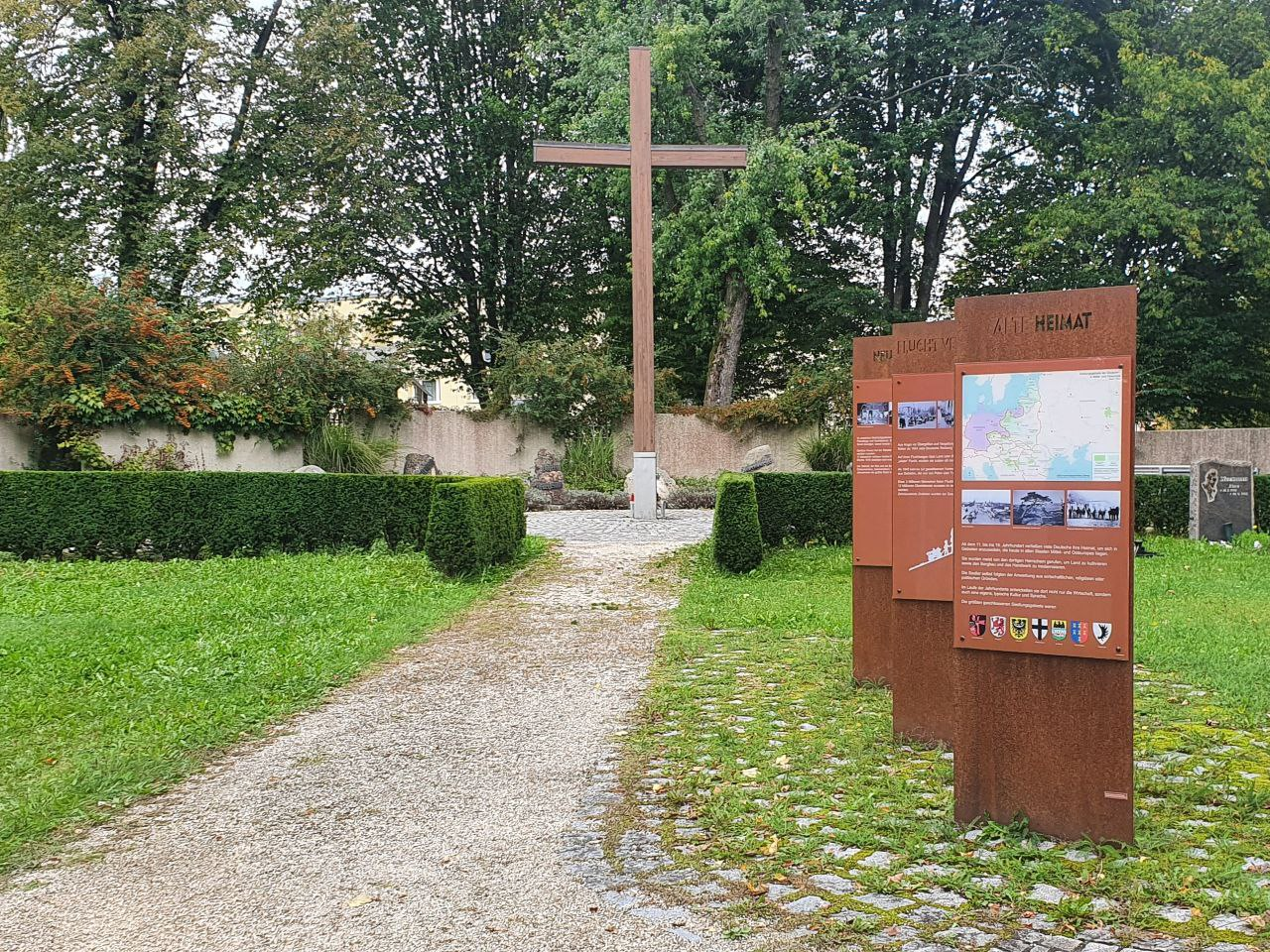
Heimatkreuz und Vertriebenengedenkstätte in Traunreut

Im Waldfriedhof Traunreut wurde 2015 eine neue Vertriebenengedenkstätte eingeweiht.

### Museum
In 2011 eröffnete der Galerist Heiner Friedrich in Traunreut ein neues Museum, DASMAXIMUM KunstGegenwart, in dem u. a. Werke von Georg Baselitz, Imi Knoebel, Walter De Maria, John Chamberlain, Dan Flavin und Andy Warhol zu sehen sind.

### Rad- und Wanderwege

#### Traunreuter Geschichtsweg
Der „Traunreuter Geschichtsweg“ in der Traunreuter Innenstadt führt zu Relikten und Bauten aus den Anfangstagen der Stadt. Es wird außerdem die Entwicklung der Munitionsfabrik „Muna“ der 1940er Jahre zur heutigen modernen Stadt Traunreut dokumentiert. Die Stationen am Geschichtsweg sind mit Informationstafeln beschildert.

#### Traunreuter Radwanderweg
Der Traunreuter Radwanderweg besteht aus 5 Teilstrecken. Ausgehend jeweils vom Traunreuter Stadtrundweg führen diese an historischen Baudenkmälern, Kleindenkmälern und historischen Besonderheiten ländlicher Baukunst vorbei.

### Fair Trade
Traunreut ist seit 2018 als Fairtrade Town zertifiziert. Zertifizierte Traunreuter Fairtrade-Schulen sind das Johannes-Heidenhain-Gymnasium Traunreut, die Walter-Mohr-Realschule und das Wilhelm-Löhe-Förderzentrum.

## Wirtschaft und Infrastruktur

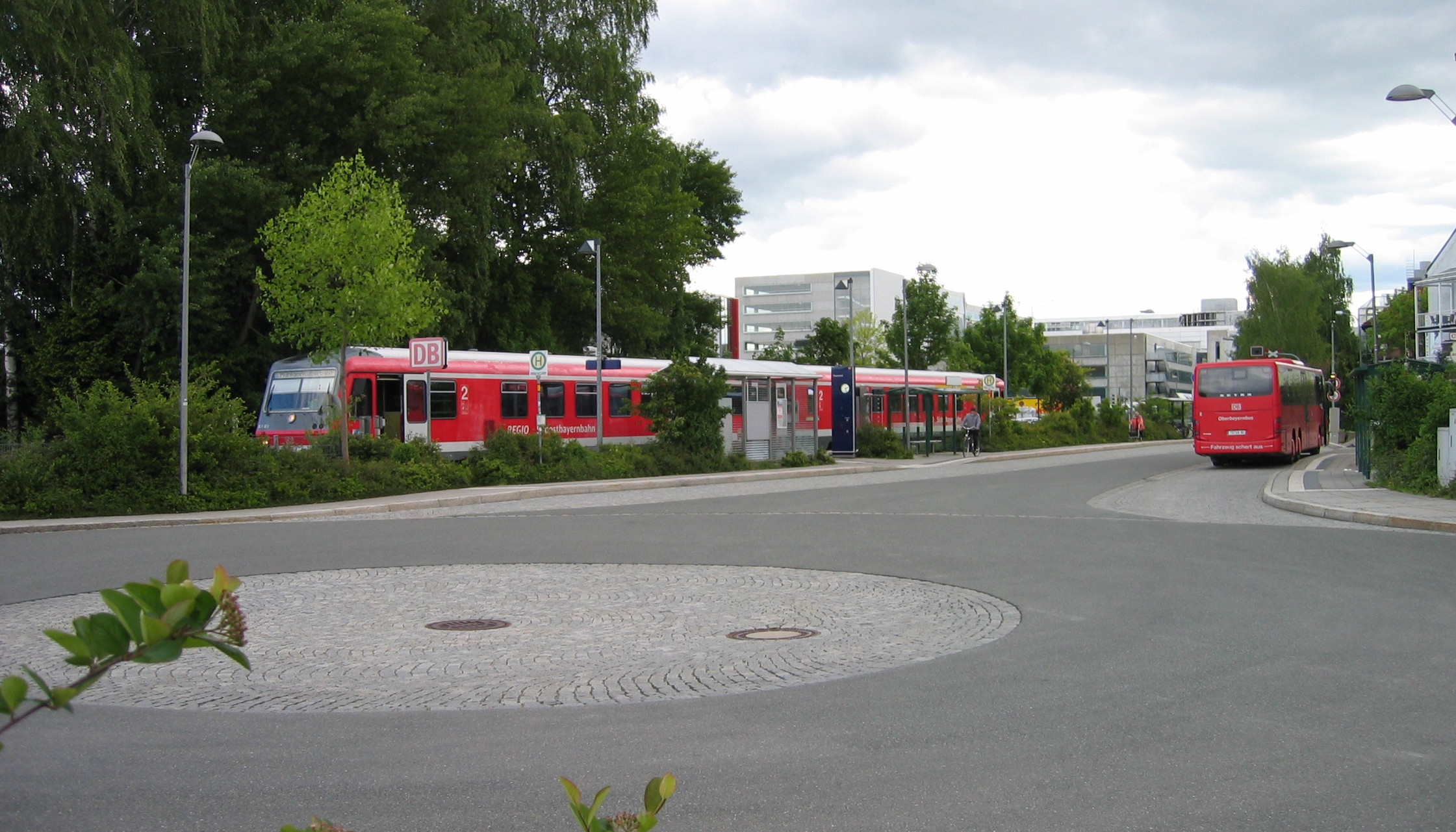
Bahnhof Traunreut

### Verkehr

#### Straße
Westlich der Stadt verläuft die Bundesstraße 304, die nördlich nach München und südlich nach Traunstein führt.

#### Schiene
Traunreut hat einen Bahnhof an der Bahnstrecke Hörpolding–Traunreut. Die Südostbayernbahn bedient die Station werktags stündlich.

#### Bus
RVO-Linien-Busse der Regionalverkehr Oberbayern GmbH verbinden Traunreut mit Trostberg und Traunstein. Innerorts sowie im Stadtgebiet existiert das Rufbussystem direktBUS, welches 2023 den Citybus ausnahmslos ersetzt hat.

### Energieversorgung
- Seit Februar 2014 werden Teile der Stadt Traunreut mit Fernwärme aus Tiefengeothermie versorgt.[18]
- Seit 1. Januar 2020 sind die Stadtwerke Traunreut mit 51 % am Stromnetz (Mittel- und Niederspannung) beteiligt. Die kaufmännische Betriebsführung erfolgt durch die Stadtwerke Traunreut, die technische Betriebsführung durch den bisherigen Netzbetreiber, der Bayernwerk Netz GmbH.[19]

### Bildung
In Traunreut gibt es drei Grundschulen, eine Mittelschule, eine Realschule, zwei Gymnasien, eine private Berufsschule und eine Förderschule. Darüber hinaus auch eine Volkshochschule, eine Sing- und Musikschule und eine Stadtbücherei.
- Grundschule Traunreut-Nord, Grundschule Sankt Georgen-Sonnenschule, Carl-Orff-Grundschule Traunwalchen
- Werner-von-Siemens-Mittelschule
- Walter-Mohr-Realschule
- Johannes-Heidenhain-Gymnasium
- Schule Schloss Stein (privat)
- Private Berufsschule Jugendsiedlung
- Wilhelm-Löhe-Zentrum
- Volkshochschule
- Sing- und Musikschule Traunwalchen
- Stadtbücherei Traunreut

### Kindergärten und Tagesstätten
Es befinden sich insgesamt 13 Kindergärten und Kindertagesstätten mit insgesamt 859 Betreuungsplätzen im Stadtgebiet Traunreut.

### Feuerwehren
Im Zuständigkeitsbereich der Stadt Traunreut befinden sich 5 Freiwillige Feuerwehren:
- Freiwillige Feuerwehr Stadt Traunreut
- Freiwillige Feuerwehr Matzing
- Freiwillige Feuerwehr Pierling
- Freiwillige Feuerwehr Stein an der Traun
- Freiwillige Feuerwehr Traunwalchen

### Polizei
Der Zuständigkeitsbereich der Polizeistation Traunreut erstreckt sich über 89 km². Er umfasst mit insgesamt rund 24.500 Einwohnern die Stadt Traunreut und die umliegenden Ortschaften Matzing, Stein an der Traun, Sankt Georgen und Traunwalchen sowie die Gemeinde Palling. Die Polizeistation Traunreut ist der Polizeiinspektion Trostberg nachgeordnet.

## Freizeit und Tourismus

### Schwimmbäder
Traunreut verfügt über zwei Schwimmbäder: das städtische Hallenbad und das 2020 neu sanierte Franz-Haberlander-Freibad.

### Jugendzentrum
Ein Jugendzentrum befindet sich in der Werner-von-Siemens-Straße 52 in Traunreut. Die Stadtverwaltung der Stadt Traunreut ist Träger der Einrichtung. Die Stadt Traunreut hat das Jugendzentrum 2022 an die Jonathan Soziale Arbeit gGmbH vergeben, einem gemeinnützigen Sozialbetrieb der Startklar Gruppe mit Sitz in Bad Reichenhall, der auch das Personal stellt. Im Juli 2024 konnten 50 Jahre Jugendzentrum Traunreut gefeiert werden.
Die Jungradioredaktion BUH-Teens sendet dreimal im Monat, jeweils montags, eine Stunde lang aus dem Jugendzentrum Traunreut. Gesendet wurde seit Bestehen über den  Radiosender Radio BUH. Seit Mitte 2024 werden die Sendungen über Radio Galaxy ausgestrahlt.

### Kultur- und Veranstaltungszentrum k1
Seit 2010 bietet das k1 im Stadtzentrum von Traunreut eine Bühne für Kulturschaffende aus Bayern und dem ganzen Bundesgebiet. Das k1 verfügt über 500 Sitzplätze, eine 100 m² große Bühne, ein Studiotheater mit 80 Sitzplätzen und ein Foyer.

### Sport
Mit dem TUS Traunreut, dem FC Traunreut, dem TSV Traunwalchen-Matzing und dem TSV Stein-St. Georgen existieren vier große Fußball- und Breitensportvereine. Weitere Sportvereine sind u. a. die NK Croatia Kickers, die Sportschützen in Stein, Traunwalchen und Traunreut, die Bogenschützen Poschmühle, der Sportkegelverein Traunreut und die Pferdefreunde Schloss Stein und Schloss Pertenstein. Im American Football gibt es die Traunreut Munisier, deren Name sich auf die Geschichte der „Muna“ bezieht.

### Veranstaltungen

#### Stadtfest
Jährlich findet am zweiten Samstag im Juli ein großes Stadtfest im Ortskern statt.

#### Georgiritt
Ein traditioneller Georgiritt findet jährlich jeden zweiten Sonntag im April statt. Der Umzug mit abschließender Segnung aller Rittbeteiligten führt von Stein an der Traun über Anning nach Sankt Georgen.

#### Stadtlauf
Jährlich findet seit 2004 am ersten Wochenende im Juli der „Traunreuter Stadtlauf“ statt.
Bergflair Open Air
Im Franz-Haberlander-Freibad in Traunreut findet seit 2023 alljährlich das Bergflair Open Air, eine mehrtägige Konzertreihe mit national und international bekannten Künstlern statt.

## Persönlichkeiten

### Söhne und Töchter
- Lorenz Brandl (* 8. August 1882 in Steineck; † 18. Juli 1955 in Trostberg) war Bürgermeister der Gemeinde Stein an der Traun und an der Gründung der Gemeinde Traunreut maßgeblich beteiligt.
- Alois Glück (* 24. Januar 1940 in Hörzing; † 26. Februar 2024 in München), CSU-Politiker
- Franz Parzinger (* 1955/1956 in Traunwalchen), Kommunalpolitiker (CSU)
- Steffen Detterbeck (* 26. April 1956), Professor für Staats- und Verwaltungsrecht an der Philipps-Universität Marburg und Richter am Hessischen Staatsgerichtshof
- Franz Heigermoser (* 18. Juni 1956 in Anning; † nach dem 5. Mai 1981 in Ägypten), Bergsteiger und Abenteurer
- Hans-Peter Dangschat (* 21. November 1985), Kommunalpolitiker (CSU), Erster Bürgermeister von Traunreut

### Persönlichkeiten
- Peter Ramsauer (* 1954 in München), CSU-Politiker
- Raimund Bauer (* 1955 in Heiligkreuz, Bayern), Bühnenbildner und Professor in Hamburg
- Norbert Kühne (* 1941 in Groß-Ottersleben, heute Magdeburg), deutscher Schriftsteller und Psychologe, lebte von 1970 bis 1973 in Traunreut. Er war zum Schluss seines Aufenthalts für die SPD im Rat der Stadt.
- Wilhelm Manske, deutscher Schauspieler, wohnte zu Beginn der 1970er Jahre in Traunreut.[25]
- Ralph Möbius (1950 bis 1996) (Rio Reiser), Komponist, Sänger und Schauspieler wohnte von 1951 bis 1956 in Traunreut.
- Rudolf Voderholzer (* 1959 in München), Theologe und Bischof, war von 1987 bis 1988 Kaplan in der Pfarrei Zum Heiligsten Erlöser in Traunreut.[26][27]
- Karl-Heinz Röber (* 1915; † 1999), aus der DDR geflüchteter Apotheker der in den 1950er Jahren beabsichtigte, in Traunreut eine Apotheke zu errichten und deshalb vor das Bundesverfassungsgericht zog (Apotheken-Urteil).